# Statyns hemlighet
Statyns hemlighet är den nittonde romanen i fantasybokserien Sanningens svärd av Terry Goodkind. Romanen utgör den andra och sista halvan av det engelskspråkiga originalverket Naked Empire.